# Przewalskium
Genre
Przewalskium est un genre monotypique de cervidés dont la seule espèce est Przewalskium albirostris, le Cerf de Thorold.

## Systématique
Le genre Przewalskium a été créé en 1930 par le zoologiste et paléontologiste russe Constantin Constantinovitch Flerov (d) (1904-1980).
Sa seule espèce, Przewalskium albirostris, est parfois classée dans le genre Cervus, faute d'une divergence assez ancienne. 
En effet, cette lignée s’embranche avant la ramification des autres espèces du genre Cervus ; elle en constitue donc le groupe frère. Cette espèce peut donc être présentée, soit comme un Cervus basal (appartenant au genre Cervus), soit comme un genre distinct (Przewalskium), groupe frère des Cervus. Toutefois, son articulation date de 2,5 Ma, ce qui est jeune pour justifier une différentiation de genre (typiquement 5 Ma). C'est pour cette raison, que des auteurs préfèrent classer cette espèce dans le genre Cervus.

## Étymologie
Le nom générique, Przewalskium, a été choisi en l'honneur de l'officier, explorateur et naturaliste russe Nikolaï Mikhaïlovitch Prjevalski (1839-1888) qui a décrit l'espèce concernée sous le protonyme de Cervus albirostris.

## Publication originale
- (en) Flerov, K. K., « The white muzzle deer (Cervus albirostris Przew.) as the representative of a new genus Przewalskium », Comptes Rendus de l’Académie des Sciences de Russie, a,‎ 1930, p. 115–120 (ISSN 1028-334X).